# На Таулага
На Таулага је ненасељено острвце у саставу атола Нукунону у оквиру острвске територије Токелау у јужном делу Тихог океана. Налази се у источном и југоисточном делу атола, између острваца Хилакехе и Пуналеј. Највеће је по површини од свих, дугачко скоро два километра. Прекривено је тропским растињем.